# Origin
Origin (tidligere kendt som EA Download Manager, EA Link), er et computerprogram der kan hentes ned fra Internettet.
Via det kan man hente opdateringer, nye Patch til EA-spil. Man kan også downloade nye EA-spil.
Det kræver at man opretter en bruger, før man kan bruge det.
Bemærk, at EA Download Manager kræver Internet Explorer med Adobe Flashplayer – som bliver markeret som usikker af Secunia.

## Ekstern henvisning
- http://store.origin.com/ Arkiveret 18. juni 2013 hos  Wayback Machine

| Software | Spire Denne artikel om software og programmering er en spire som bør udbygges. Du er velkommen til at hjælpe Wikipedia ved at udvide den. |